# Odense-Fjord

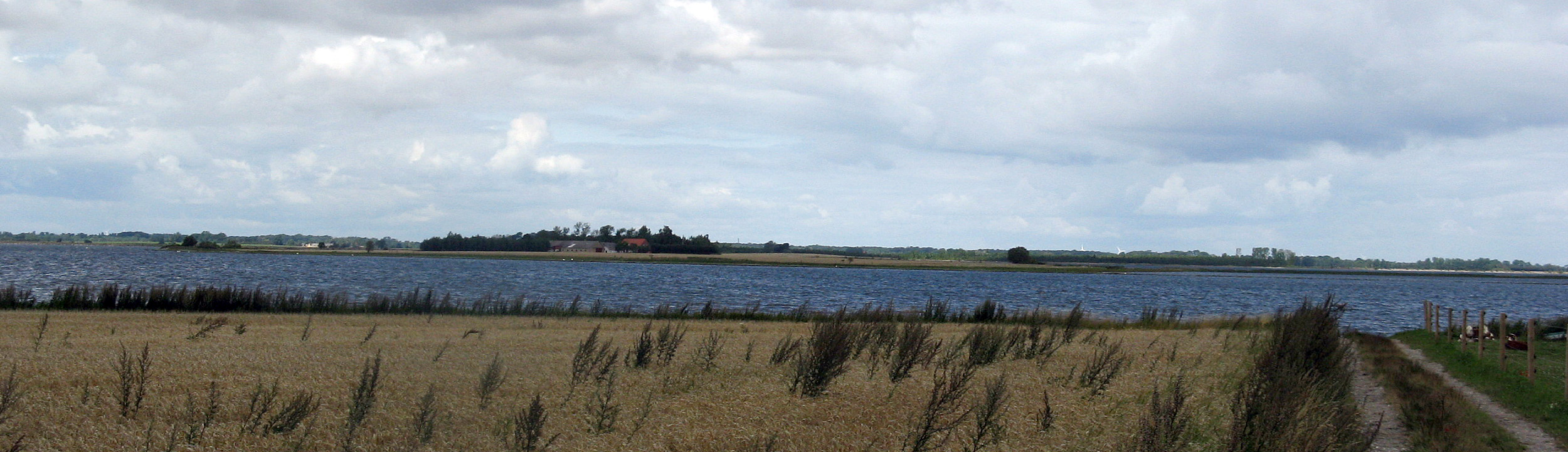
Die Tornø (Insel) im Odense-Fjord

Der Odense-Fjord (dänisch: Odense Fjord) ist eine etwa 13 km lange Förde im Norden der dänischen Insel Fünen. Die Gesamtfläche der Förde beträgt etwa 63 km².

## Geographie
Die namensgebende Stadt Odense ist über den Odense-Kanal mit der Förde und über diese mit dem Kattegat verbunden. Der Fluss Odense Å mündet bei Stige und Seden in die Förde.
Im Odense-Fjord liegen neben weiteren kleinen Inseln die etwa 133,7 Hektar große unbewohnte Insel Vigelsø sowie die etwa 21 Hektar große bewohnte Insel Tornø.
Die recht seichte Förde hat ein großes Einzugsgebiet von etwa 1060 km².

## Naturschutz
Der Odense-Fjord ist als Wildreservat anerkannt und seit 2000 auf einer Fläche von 50,6 km² als Important Bird and Biodiversity Area (IBA) geschützt, also Vogelschutzgebiet. Davon sind 10 % Salzwiesen. Zu den Brutvögeln des Gebietes zählen folgende seltene, in Anhang I der europäischen Vogelschutz-Richtlinie geführte Arten: Rohrweihe, Säbelschnäbler, Brandseeschwalbe und Küstenseeschwalbe. Aus Gründen des Vogelschutzes ist der Zugang zu 13 kleinen Inseln im Odense-Fjord in der Brutzeit verboten.